# Duart Castle
Duart Castle (skotsk Caisteal Dhubhairt) er en borg på Isle of Mull ved siden af Sound of Mull på vestkysten af Skotland i Argyll and Bute. Borgen kan dateres tilbage til 1200-tallet og det er sæde for MacLeanklanen. En kilde nævner at borgen blev "bragt tilbage fra at have været en ruin i 1911".

## Filmlokation
Borgen er blevet brugt til optagelserne af en række film. I 1945 blev den brugt som Castle of Sorne i I Know Where I'm Going!. I 1971 blev den brugt i filmen When Eight Bells Toll, med Anthony Hopkins og i 1999 i Lokkeduen, med Sean Connery (der spillede MacLean der ejede borgen) og Catherine Zeta-Jones.
Den blev også brugt som base til Buffy Summers i i første halvdel af ottende sæson af Buffy the Vampire Slayer.